# Gnodstädter Sandstein

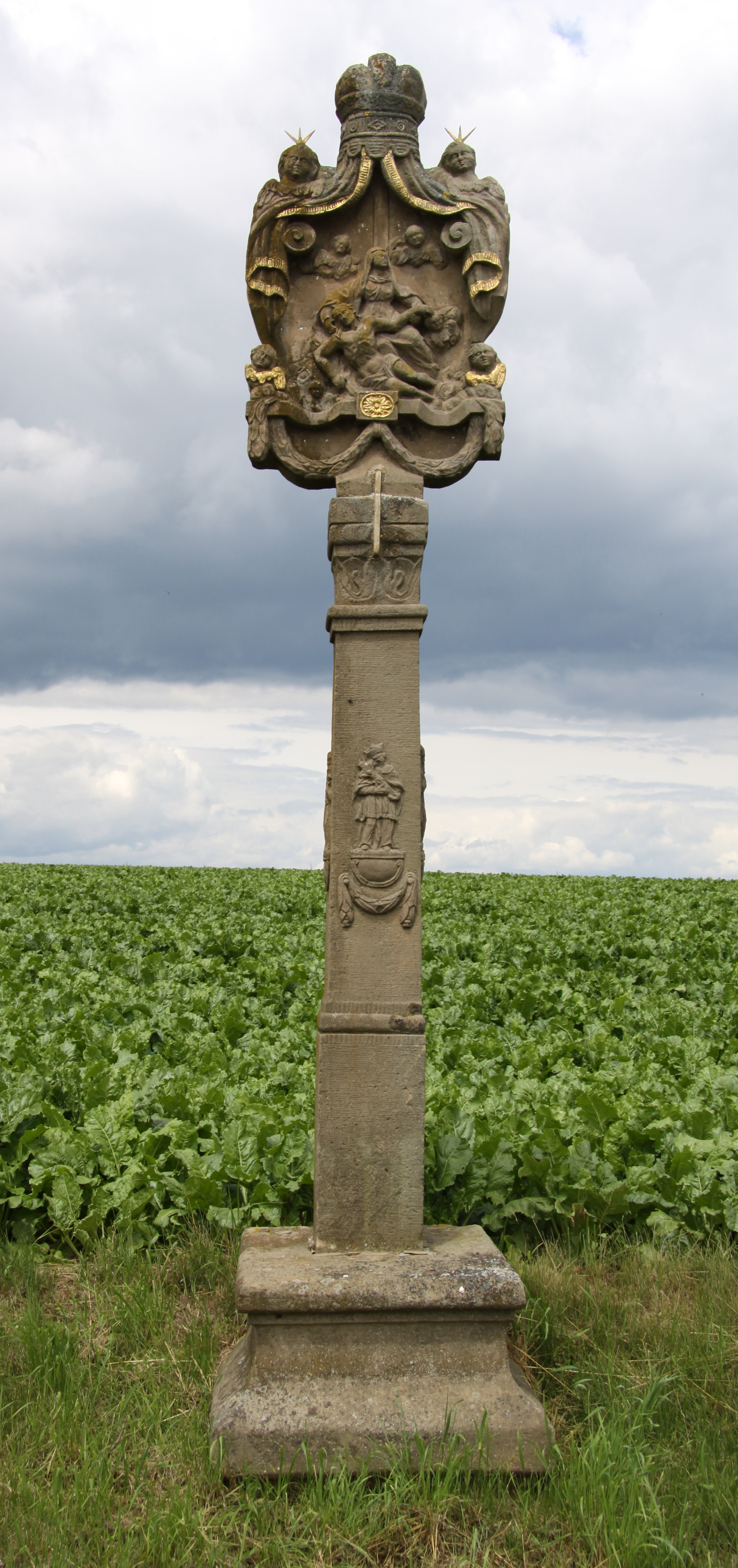
Bildstock aus Gnodstädter Sandstein

Der Gnodstädter Sandstein kommt bei Gnodstadt, einem Ortsteil von Marktbreit im Landkreis Kitzingen, im bayerischen Regierungsbezirk Unterfranken vor. Dieser Sandstein entstand vor 200 Mio. Jahren im Keuper.

## Gesteinsbeschreibung
Die gelbbraune oder auch gelbgrau-grüne Farbe des Gnodstädter Sandstein wird durch Limonit und durch das grüne Chlorit verursacht. Es ist ein feinkörniger Sandstein, der durch Feldspat und Tonminerale gebunden ist.

## Entstehung
Entstanden ist dieser Sandstein durch sandige Ablagerungen eines Flussdeltas im randlichen Bereich des Germanischen Beckens im Keuper. Verfestigt wurde er durch den Druck auflagernder Schichten.

## Verwendung
Gnodstädter Sandstein wurde vor allem regional für den Bau von Hausfassaden verwendet. Zahlreiche regionale Fassaden wurden aus diesem Sandstein aufgebaut. Es wurden vor allem Massivmauerwerke und Mauersteine seit der Zeit des Mittelalters aus ihm gefertigt. Heute wird das Vorkommen vor allem für Restaurierungsarbeiten gebrochen. 
Aufgrund seiner geringen Bildung wurden zahlreiche regional Bildhauerarbeiten und Bildstöcke geformt; er findet aber auch im Landschafts- und Gartenbau Verwendung.

## Bilder

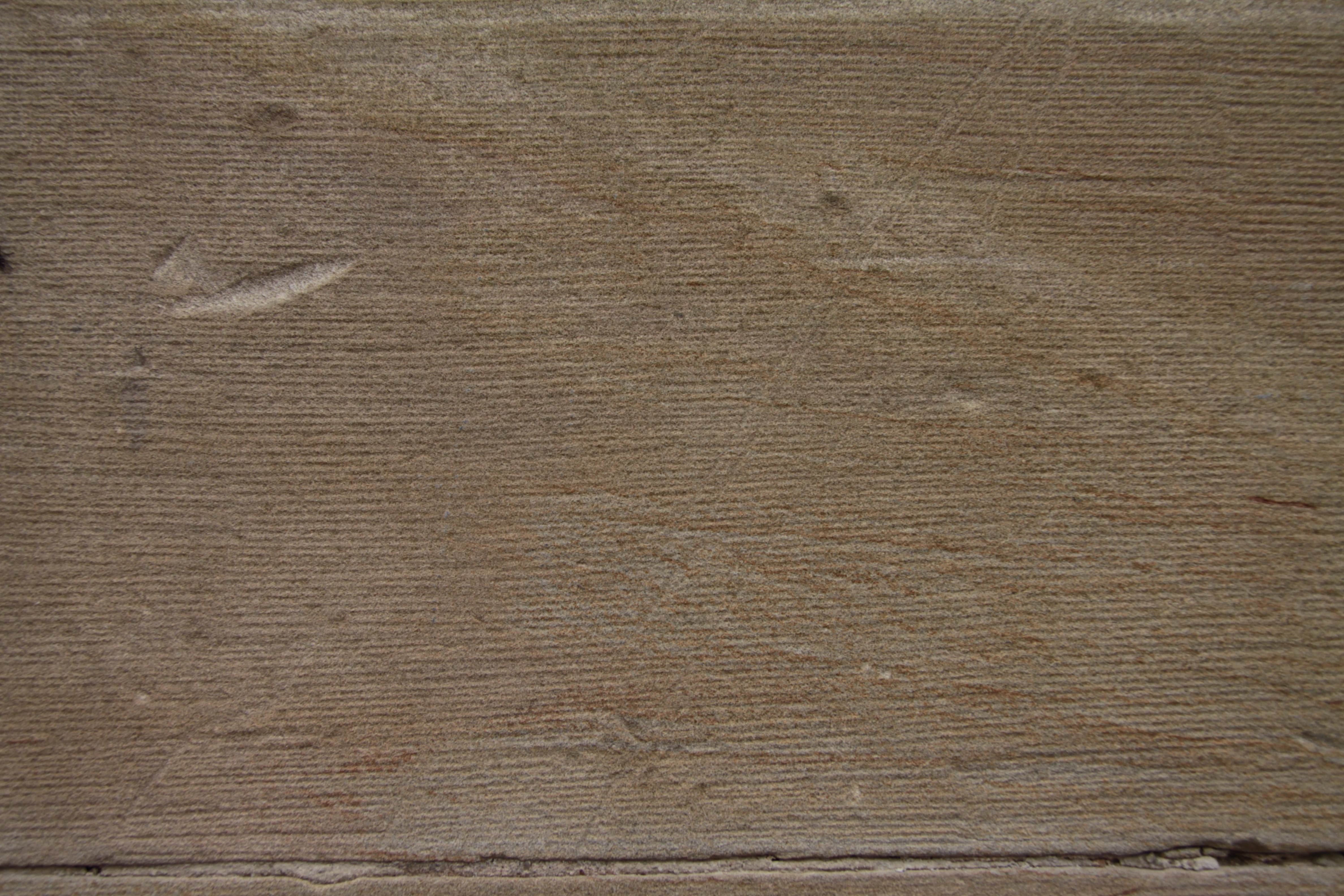
Mauerstein des Gnodstädter Sandsteins (ca. 25×20 cm)
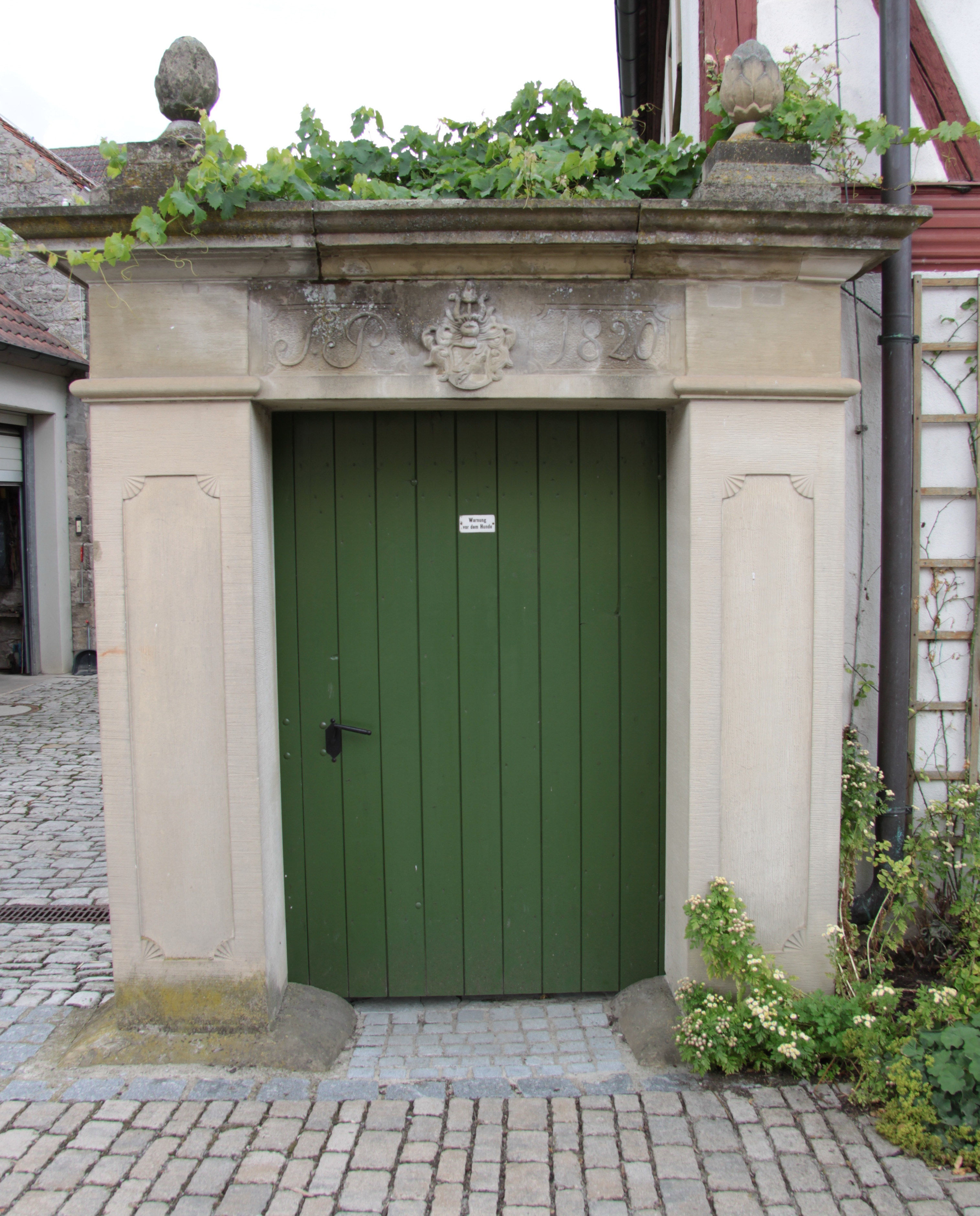
Portal aus Gnodstädter Sandstein mit Sturz aus 1820
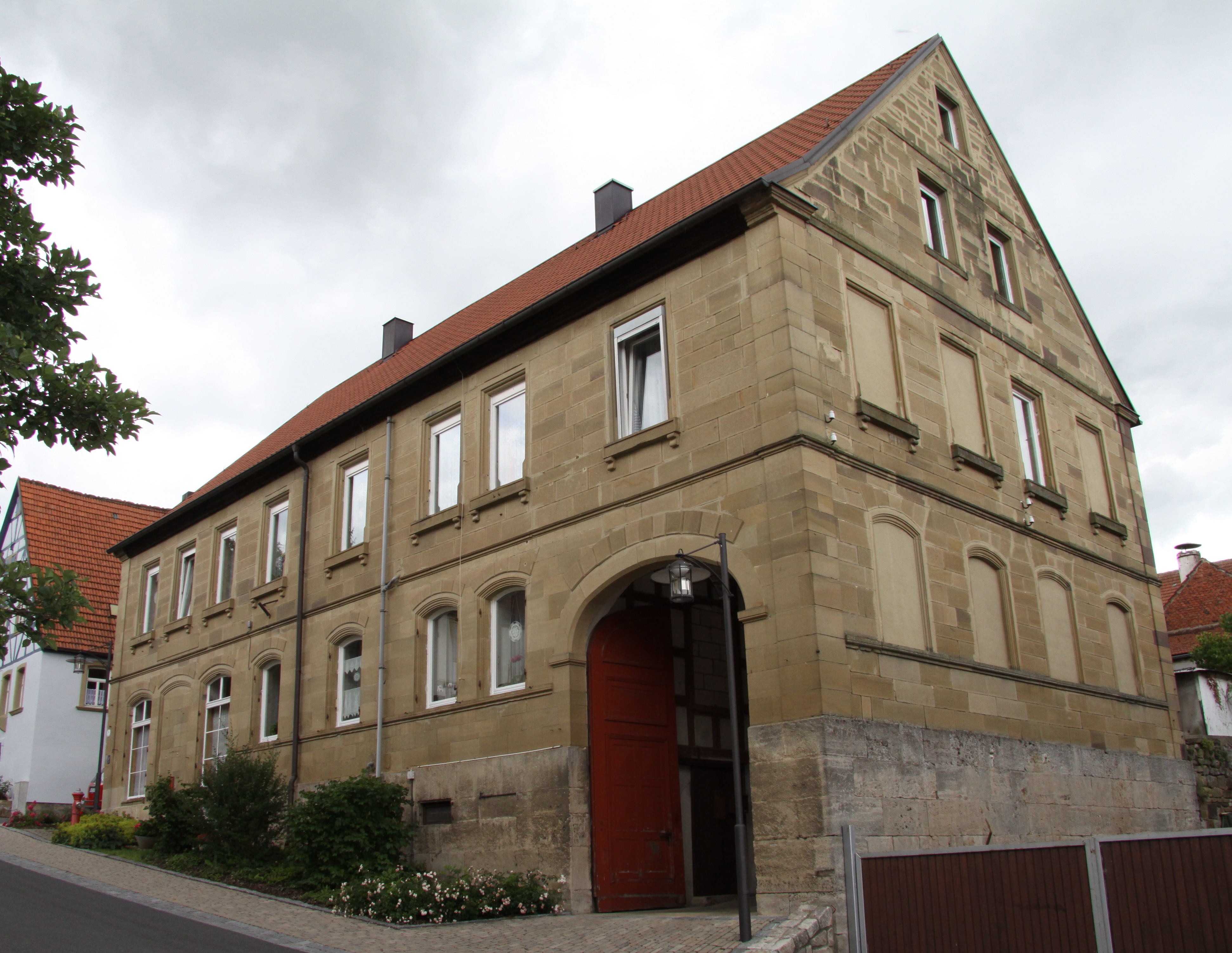
Natursteinhaus: Fassade aus Gnodstädter Sandstein (Sockel aus Kirchheimer Muschelkalk)